# All'insegna del pesce d'oro
All'insegna del pesce d'oro è stata una casa editrice italiana, nata a Milano nel 1936.

## Storia
L'azienda viene fondata nel 1936 da Giovanni Scheiwiller, che inaugura il catalogo con il volumetto delle 18 poesie di Leonardo Sinisgalli. 
Nel 1951 Giovanni pubblica l'ultimo suo testo, un'antologia dal titolo Poetesse del Novecento, e in seguito cede al figlio Vanni Scheiwiller la casa editrice.
Nel 1977 Vanni rileva il catalogo del padre e fonda la propria casa editrice, Libri Scheiwiller. Da quel momento, «All'insegna del pesce d'oro» compare a fianco della nuova casa editrice.
L'archivio e la biblioteca della casa editrice sono conservati presso il Centro APICE dell'Università degli Studi di Milano.